# Euphyia implicata
Euphyia implicata är en fjärilsart som beskrevs av Achille Guenée 1858. Euphyia implicata ingår i släktet Euphyia och familjen mätare. Inga underarter finns listade i Catalogue of Life.